# Course en ligne masculine des juniors aux championnats du monde de cyclisme sur route 2021
La course en ligne masculine des juniors (moins de 19 ans) aux championnats du monde de cyclisme sur route 2021 a lieu le 24 septembre 2021 sur 121,8 kilomètres avec une arrivée et un départ à Louvain, en Belgique.

## Participants
| Équipes nationales (55)- États-Unis juniors - Norvège juniors - Belgique juniors - France juniors - Danemark juniors - Estonie juniors - Allemagne juniors - Espagne juniors - Italie juniors - Pays-Bas juniors - Luxembourg juniors - Autriche juniors - Pologne juniors - Grande-Bretagne juniors - Tchéquie juniors - Rwanda juniors - Suisse juniors - Irlande juniors - Serbie juniors - Afrique du Sud juniors - Hongrie juniors - Maroc juniors - Slovaquie juniors - Algérie juniors - Lituanie juniors - Finlande juniors - Azerbaijan juniors - Éthiopie juniors - Lettonie juniors - Chili juniors - Slovénie juniors - Kazakhstan juniors - Russie juniors - Équateur juniors - Roumanie juniors - Porto Rico juniors - Portugal juniors - Bermudes juniors - Israël juniors - Panama juniors - Nouvelle-Zélande juniors - Bulgarie juniors - Chypre juniors - Cuba juniors - Croatie juniors - Brésil juniors - Mexique juniors - Venezuela juniors - Ouzbekistan juniors - Uruguay juniors - Colombie juniors - Argentine juniors - Ukraine juniors - Suède juniors - Canada juniors |
| |

## Classement
| \| Classement général \| Classement général \| Classement général \| Classement général \| Classement général \| \| Coureur \| Coureur \| Pays \| Équipe \| Temps \| \| ------------------ \| ------------------ \| ------------------ \| ----------------------- \| ------------------ \| \| 1er \| Per Strand Hagenes \| Norvège \| Norvège juniors \| 2 h 43 min 48 s \| \| 2e \| Romain Grégoire \| France \| France juniors \| + 19 s \| \| 3e \| Madis Mihkels \| Estonie \| Estonie juniors \| + 24 s \| \| 4e \| Martin Svrček \| Slovaquie \| Slovaquie juniors \| + 24 s \| \| 5e \| Alexander Hajek \| Autriche \| Autriche juniors \| + 24 s \| \| 6e \| António Morgado \| Portugal \| Portugal juniors \| + 24 s \| \| 7e \| Manuel Oioli \| Italie \| Italie juniors \| + 24 s \| \| 8e \| Vlad Van Mechelen \| Belgique \| Belgique juniors \| + 24 s \| \| 9e \| Max Poole \| Royaume-Uni \| Grande-Bretagne juniors \| + 24 s \| \| 10e \| Luis-Joe Lührs \| Allemagne \| Allemagne juniors \| + 24 s \| |                    |             |                         |                 |
| |                    |             |                         |                 |
| Source : ProCyclingStats |                    |             |                         |                 |
| Classement général |                    |             |                         |                 |
| Coureur | Coureur            | Pays        | Équipe                  | Temps           |
| 1er | Per Strand Hagenes | Norvège     | Norvège juniors         | 2 h 43 min 48 s |
| 2e | Romain Grégoire    | France      | France juniors          | + 19 s          |
| 3e | Madis Mihkels      | Estonie     | Estonie juniors         | + 24 s          |
| 4e | Martin Svrček      | Slovaquie   | Slovaquie juniors       | + 24 s          |
| 5e | Alexander Hajek    | Autriche    | Autriche juniors        | + 24 s          |
| 6e | António Morgado    | Portugal    | Portugal juniors        | + 24 s          |
| 7e | Manuel Oioli       | Italie      | Italie juniors          | + 24 s          |
| 8e | Vlad Van Mechelen  | Belgique    | Belgique juniors        | + 24 s          |
| 9e | Max Poole          | Royaume-Uni | Grande-Bretagne juniors | + 24 s          |
| 10e | Luis-Joe Lührs     | Allemagne   | Allemagne juniors       | + 24 s          |